# گریناک (پنسیلوانیا)
گریناک (به انگلیسی: Greenock) یک منطقهٔ مسکونی در ایالات متحده آمریکا است که در شهرستان الگینی، پنسیلوانیا واقع شده است. گریناک ۲٬۱۹۵ نفر جمعیت دارد.